# Adil Hussain
Adil Hussain (în assameză: আদিল হুছেইন; n. 5 octombrie 1963) este actor indian de scenă, televiziune și film din statul Assam, care joacă atât în filme produse la Bollywood, cât și în filme de artă. El a jucat și în filme internaționale, cum ar fi The Reluctant Fundamentalist și Viața lui Pi (ambele produse în 2012).

## Filmografie
1. ↑  Thelma og Hva vil folk si med storeslem under årets Kanonpris-utdeling (în norvegiană bokmål), Montages[*]